# BYD Tang
Le BYD Tang est un modèle de crossover fabriqué par BYD Auto, disponible en tant que véhicule électrique, hybride rechargeable ou thermique. Il s'agit du second modèle de véhicules de tourisme de la série "Dynasty" de BYD, et tire son nom de la dynastie Tang.
Le BYD Tang de première génération a été présenté au salon de l'automobile de Pékin de 2014 et n'était disponible qu'en version hybride rechargeable. Les ventes ont commencé en Chine en juin 2015. Le Tang était la voiture électrique rechargeable la plus vendue en Chine en 2016. De plus, le Tang s'est classée au troisième rang des voitures rechargeables les plus vendues au monde cette année-là.
Le BYD Tang de seconde génération a fait ses débuts à Auto China en avril 2018. Dans la version électrique, connue sous le nom de BYD Tang 600 et 600D, la capacité de la batterie est de 82.8 kWh.

## Première génération
Le BYD Tang est un crossover hybride rechargeable développé par BYD sur la base du BYD S6. Sa batterie au lithium fer phosphate de 18,4 kWh offre une autonomie tout électrique de 80 km. Le Tang a été présenté au salon de l'auto de Pékin.

### Caractéristiques
Le Tang est propulsé par un moteur à combustion interne de 2L qui délivre 151 kW et 320 Nm de couple, et deux moteurs électriques, avant et arrière, chacun évalué à 110 kW et 250 kW pour le modèle d'entrée de gamme, et 300 Nm dans le modèle de performance. La sortie totale du système est de 371 kW et 820 Nm pour le modèle d'entrée de gamme, et 411 kW et 870 Nm pour le modèle de performance conceptuel. Ce dernier accélère de 0 à 100 km/h en 4,5 secondes et le niveau d'entrée en 4,9 secondes. Le Tang est équipé du système Dual Mode (DM) de deuxième génération de BYD qui permet aux conducteurs de basculer entre le mode tout électrique (mode EV) et le mode électrique hybride (mode HEV). Il s'agit d'une version électrique du BYD S7.

BYD Tang I
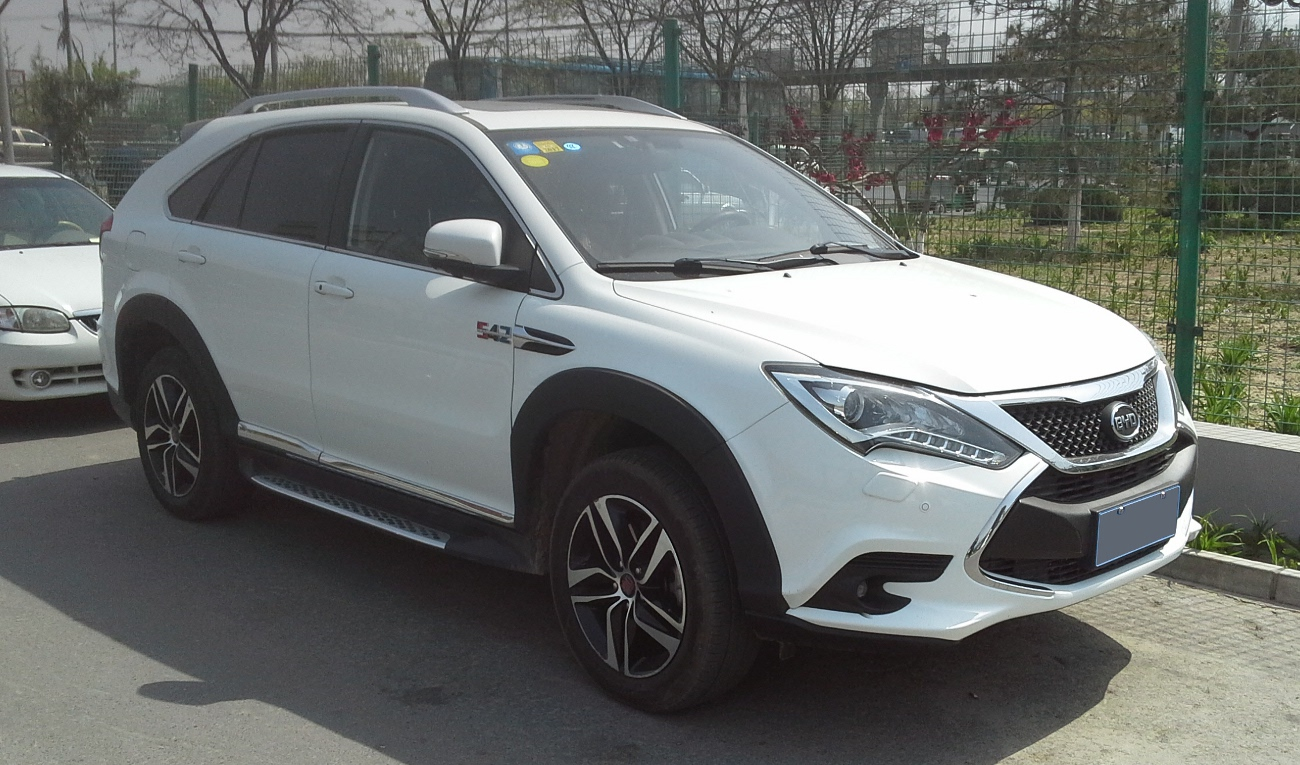
Vue avant
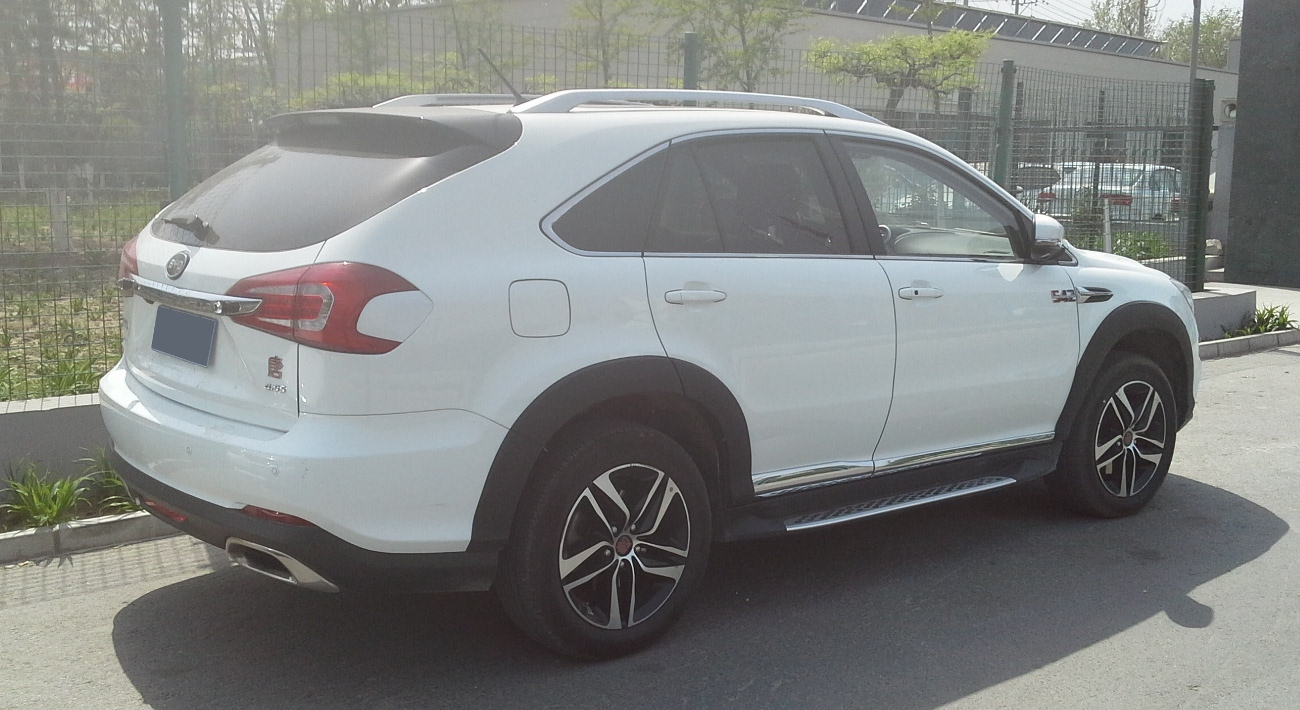
Vue arrière

## Seconde génération
Présentant le nouveau langage de conception familiale de BYD et présenté en avant-première par le concept-car BYD Dynasty en 2017, le BYD Tang de deuxième génération dispose d'un extérieur et d'un intérieur entièrement repensés, il a fait ses débuts à Auto China en avril 2018. La nouvelle gamme de modèles comprendra des versions essence et électriques (Tang EV600 et EV600D) en plus des hybrides rechargeables, avec des groupes motopropulseurs exactement identiques à ceux de la première génération. Le Tang est également le premier véhicule à être exporté vers l'Europe, à commencer par la Norvège à la "fin de l'été" 2021,.

BYD Tang II (version essence)
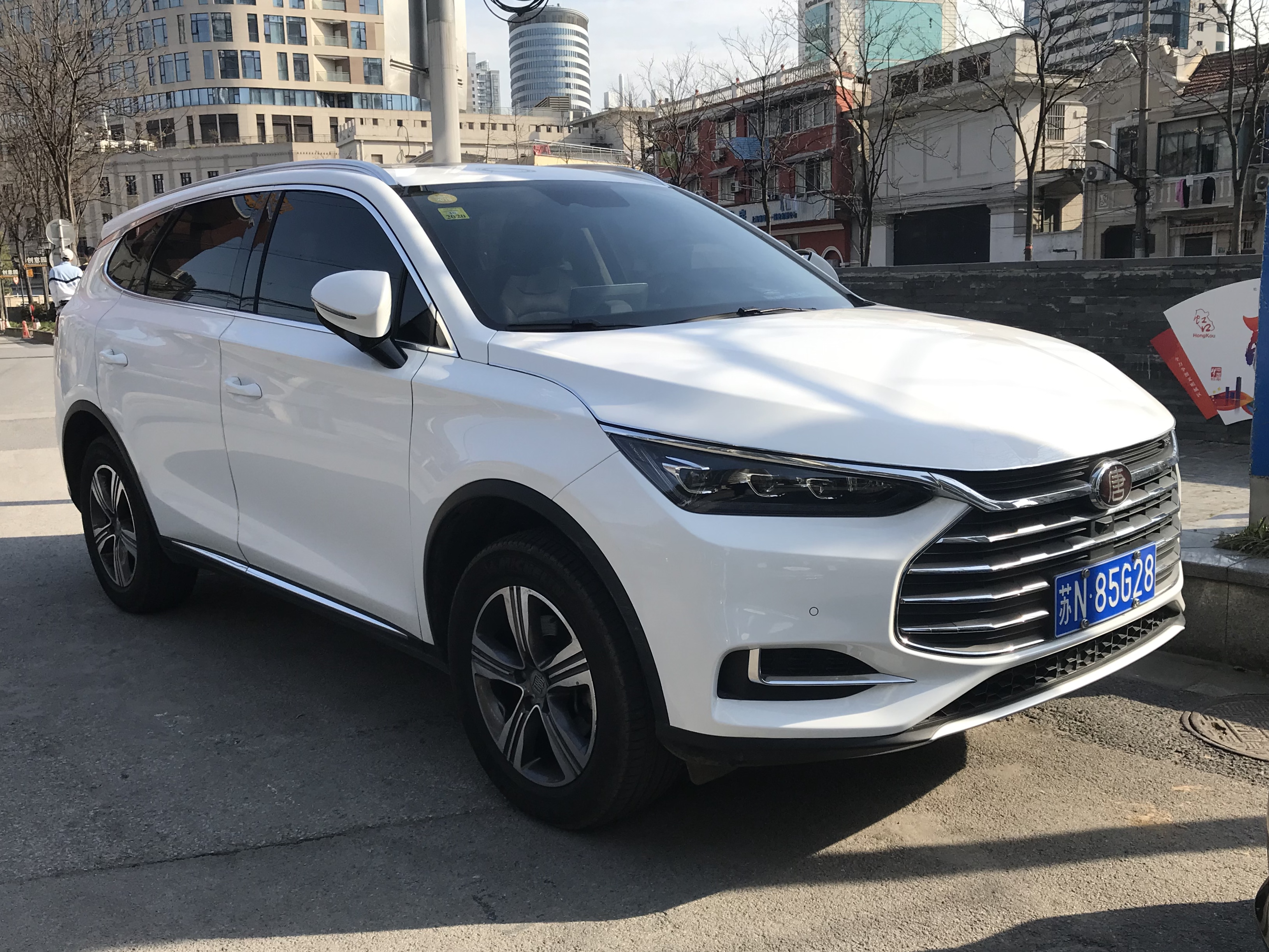
Vue avant
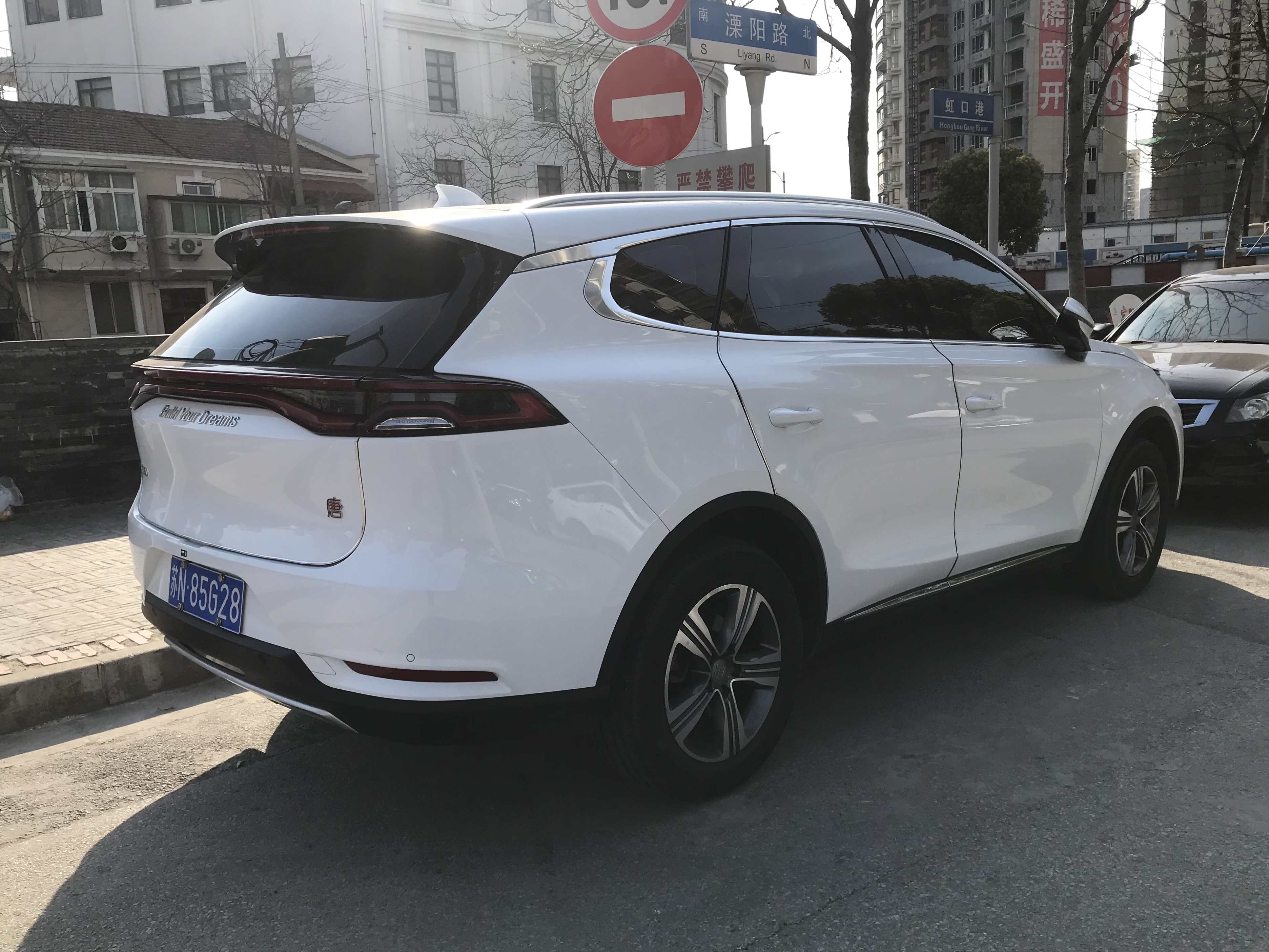
Vue arrière

BYD Tang II EV (version électrique)
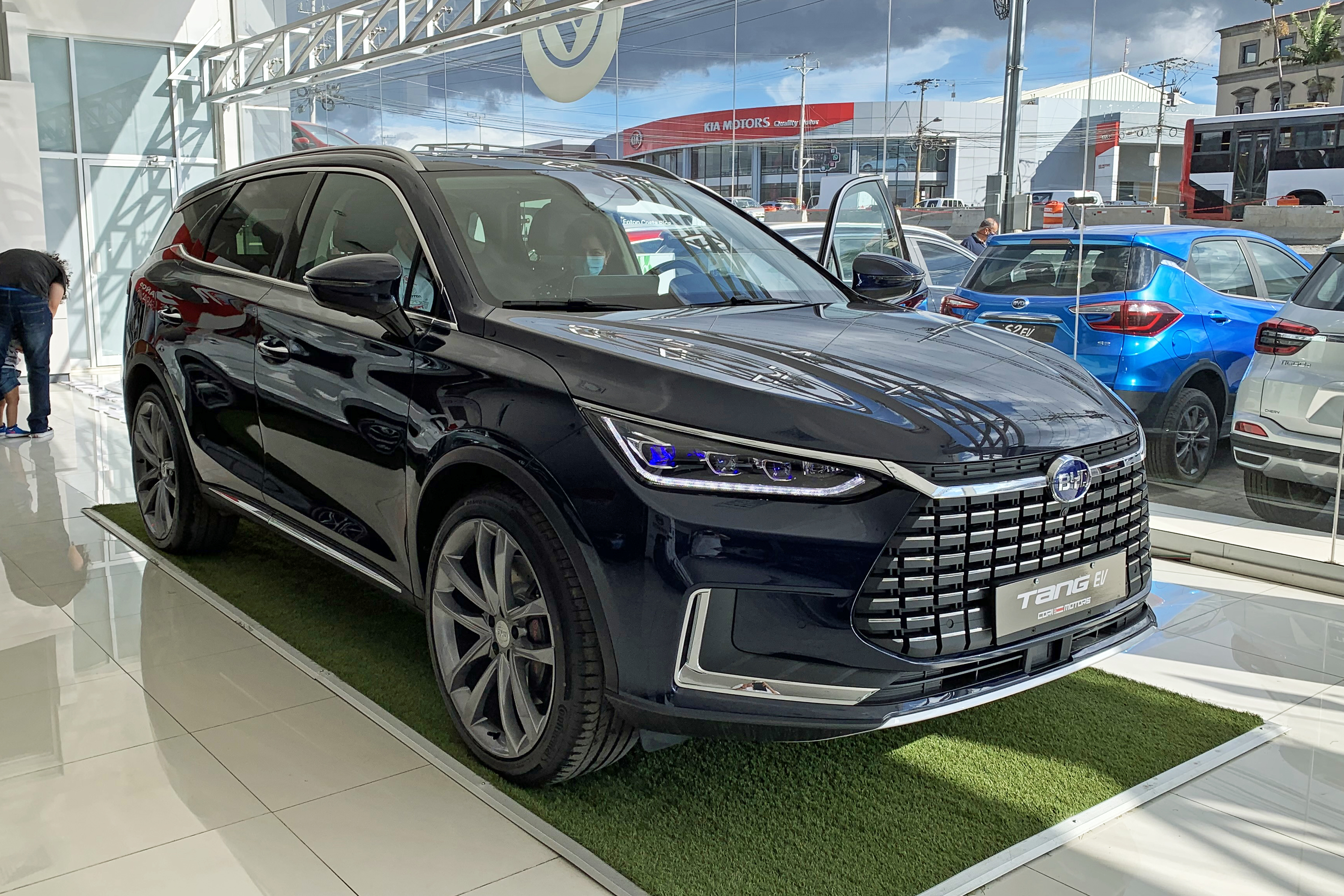
Vue avant
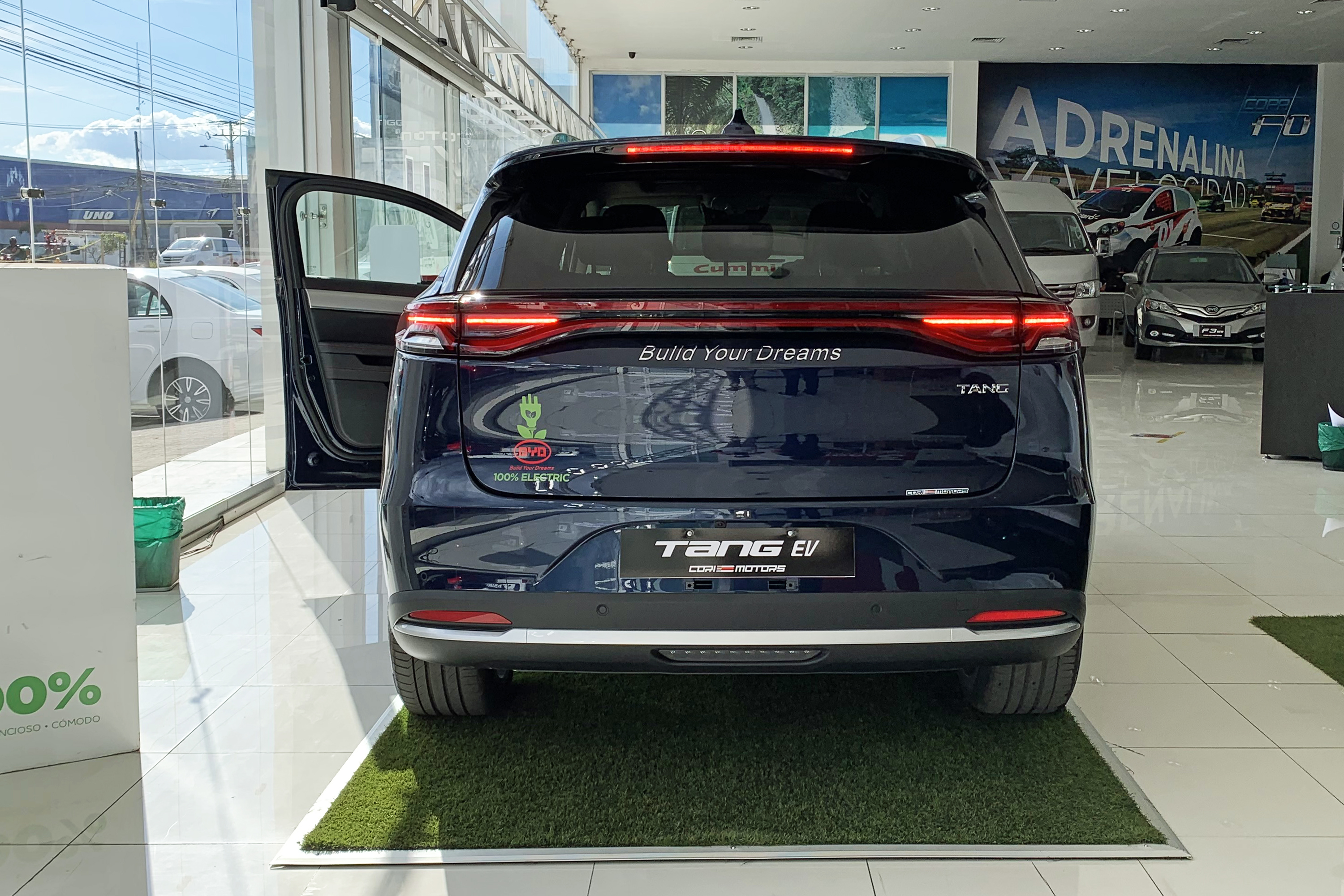
Vue arrière

### Lifting de 2021 et DM-i
Le Tang DM a fait peau neuve pour l'année 2021, parallèlement à l'introduction du groupe motopropulseur hybride DM-i. Le groupe motopropulseur BYD DM-i est construit avec un système hybride rechargeable alimenté par un moteur turbocompressé de 1,5L. Le Tang DM-i est disponible en deux modèles avec une autonomie électrique pure de 52 kilomètres et 112 kilomètres respectivement, avec une autonomie totale combinée de 1,050 kilomètres. Le BYD Tang DM-i est équipé d'une batterie "Blade" au lithium fer phosphate. La consommation de carburant est de 5.3 L au 100 kilomètres et 5.5 L/100 kilomètres pour les deux modèles respectivement, et son temps d'accélération de 0 à 100 km/h est de 8,5 secondes.
Le moteur turbo de 1,5L est spécialement conçu pour accueillir la technologie hybride DM-i de l'entreprise. Afin d'atteindre une efficacité thermique élevée, BYD a conçu le moteur avec un taux de compression (CR) de 15,5, un rapport B/S (Bore to Stroke) accru, un cycle Atkinson pour une meilleure efficacité de combustion, un système de recirculation des gaz d'échappement (EGR), et une série de mesures de réduction des frottements.

BYD Tang II restylé
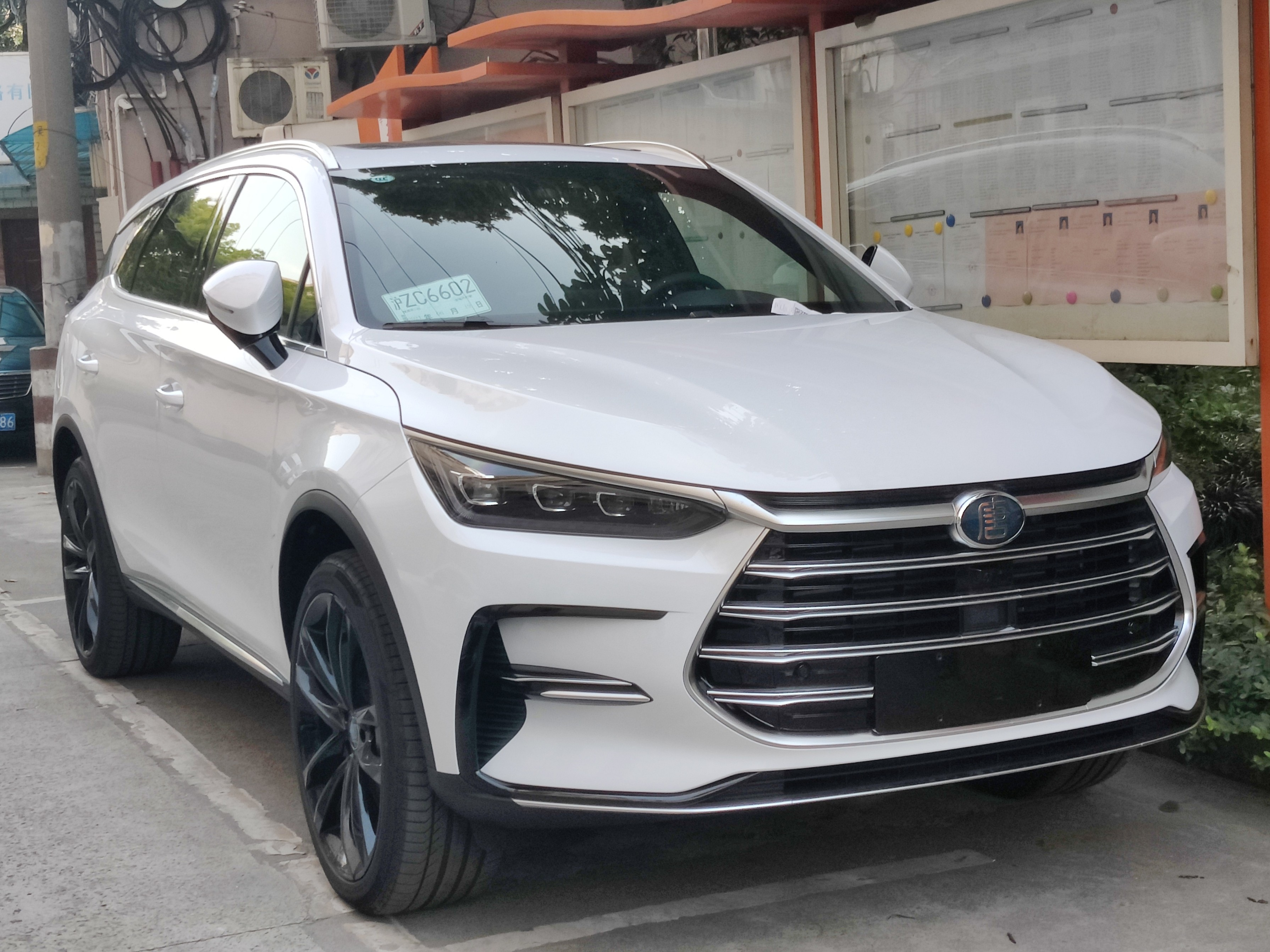
Vue avant
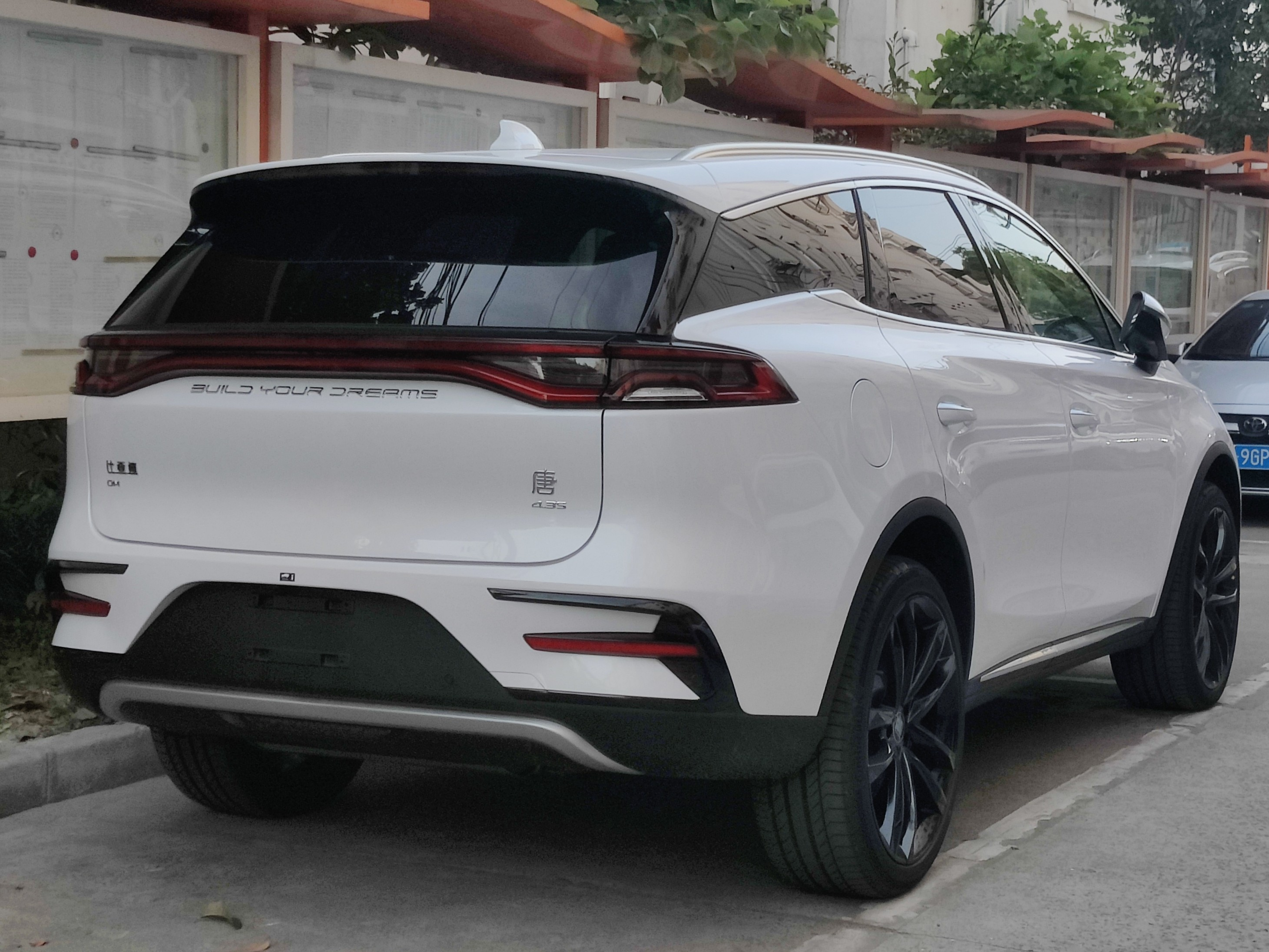
Vue arrière

## Ventes
Les livraisons au détail du BYD Tang ont commencé en Chine en juin 2015.
Un total de 18 375 unités ont été vendues en Chine en 2015 et avec 31 405 unités livrées en 2016, le Tang s'est classée comme la voiture électrique rechargeable la plus vendue en Chine cette année-là. Le BYD Tang s'est également classée comme l'hybride rechargeable la plus vendue au monde et comme la troisième voiture rechargeable la plus vendue en 2016. Jusqu'en décembre 2016, la BYD Tang était la dixième voiture électrique rechargeable la plus vendue au monde. Les ventes du Tang en Chine ont totalisé 14 592 unités en 2017, et sont passées à 37 146 en 2018.